# Gråbröstad solfågel
Gråbröstad solfågel (Cinnyris ursulae) är en fågel i familjen solfåglar inom ordningen tättingar.

## Utseende och läte
Gråbröstad solfågel är en liten och oansenlig solfågel som lätt förbises. På håll verkar den enfärgad, men i bra ljus syns en grönaktig rygg som kontrasterar mot grått ansikte, olivgrön strupe, ljus buk och röda tofsar på kroppssidorna som ibland döljs av vingarna. Näbben är inte särskilt lång men tydligt nedåtböjd. Sången barierar, men består alltid av vassa och ljusa toner, ibland avgivna som en ramsa, ibland som en enstaka ton följt av ett fallande mönster med snabba och ljusa toner.

## Utbredning och systematik
Fågeln förekommer i bergsskogar på Kamerunberget och på ön Bioko i Guineabukten. Den behandlas som monotypisk, det vill säga att den inte delas in i några underarter.

## Status och hot
Arten har ett stort utbredningsområde, men tros minska i antal, dock inte tillräckligt kraftigt för att den ska betraktas som hotad. Internationella naturvårdsunionen IUCN listar arten som livskraftig (LC).

## Namn
Fågelns vetenskapliga artnamn hedrar Ursula Davies, systerdotter till brittiska upptäckresande Boyd Alexander som beskrev arten 1903. Tidigare kallades den ursulasolfågel även på svenska, men tilldelades 2023 ett mer informativt namn av BirdLife Sveriges taxonomikommitté.